# Бахаи в Танзании
Бахаи в Танзании — одна из религий, исповедуемых населением этой страны. Вера бахаи небольшая, но динамично развивающаяся религия.

## История
Вера Бахаи на территории Танзании начала своё распространение, когда первый представитель этой религии Клэр Гун прибыл в 1950 году в Танганьику. В 1952 году было открыто первое собрание бахаи Танганьики в Дар-эс-Саламе. В 1956 году была избрана региональная ассамблея Бахаи, которая включала Танганьику. К 1962 году проповедниками бахаи было обращено около 42000 новых приверженцев этой религии. Собрания бахаи были открыты в Букоба, Дар-эс-Саламе, Макуюни, Мкомази, Пемба-Мнази, Моши, Морогоро и Мванза.
В 1970 году вера бахаи была официально признана правительством Танзании. В 1976 году национальная ассамблея бахаи подготовила документ «Лояльность правительству: точка зрения Бахаи».
В 1993 году в Танзании насчитывалось 223 000 адептов веры бахаи и 1268 местных духовных собраний бахаи.

## Современное положение
Бахаи можно найти в 508 населённых пунктах Танзании, из которых 191 имеют духовные собрания. В 2000 году Всемирная христианская энциклопедия оценивала количество бахаи в Танзании в 140 600 человек. В 2005 году Association of Religion Data Archives оценила количество бахаи в 163 800 человек, что составляет 0,4% населения Танзании.